# Pallavolo Motta
La Pallavolo Motta è una società pallavolistica maschile italiana con sede a Motta di Livenza: milita nel campionato di Serie A3.

## Storia
La Pallavolo Motta viene fondata nel 1969 e partecipa inizialmente a campionati di livello provinciale e regionale. Negli anni ottanta si affaccia per la prima volta ai campionati nazionali, in cui rimane anche agli inizi degli anni novanta ma alla metà del decennio rinuncia ai campionati nazionali e riparte dal settore giovanile. Nel decennio successivo la Pallavolo Motta disputa tre stagioni in Serie D ottenendo nell'ultima la promozione in Serie C. 
Nella stagione 2009-2010 disputa il campionato di Serie B2 e ne conquista la relativa Coppa Italia di categoria, mentre in quella successiva arriva la promozione in Serie B1.
La permanenza in Serie B1, poi diventata Serie B in seguito alla riforma dei campionati nazionali, dura otto stagioni. Al termine della quarta e precisamente della stagione 2014-2015, grazie al primo posto in classifica nel proprio girone, conquista la promozione in Serie A2 ma le difficoltà per affrontare il salto di categoria la inducono a rinunciare.
La Serie A arriva al termine della stagione 2018-2019 quando dopo essere arrivata seconda nella regular season vince la finale del secondo turno dei play-off contro lo Stadium Mirandola e conquista la promozione nella neonata Serie A3.
Alla seconda partecipazione in Serie A3, dopo che la prima si è interrotta per il diffondersi della pandemia di COVID-19, ottiene il primo posto in regular season e vince i play-off promozione conquistando la promozione in Serie A2.
Nella stagione 2021-2022 debutta nella seconda serie del campionato che termina con la partecipazione ai play-off promozione e alla Coppa Italia di Serie A2. La permanenza nella serie cadetta nazionale dura tuttavia solo due annate, quando nel campionato 2022-2023 conclude la regular season all'ultimo posto in classifica e retrocede in Serie A3.

## Rosa 2022-2023
| N° | Nome                 | Ruolo | Data di nascita   | Nazionalità sportiva |
| -- | -------------------- | ----- | ----------------- | -------------------- |
| 1  | Sebastiano Santi     | L     | 10 aprile 1998    | Italia               |
| 2  | Stefano Trillini     | C     | 9 agosto 1999     | Italia               |
| 3  | Alberto Cavasin      | O     | 19 giugno 2001    | Italia               |
| 4  | Andrea Schiro        | S     | 10 settembre 2001 | Italia               |
| 6  | Edoardo Cunial       | S     | 7 gennaio 2004    | Italia               |
| 7  | Enrico Pilotto       | C     | 10 giugno 1998    | Italia               |
| 8  | Giuseppe Bellanova   | P     | 10 gennaio 2003   | Italia               |
| 9  | Alessandro Acquarone | P     | 20 settembre 1999 | Italia               |
| 10 | Matheus Costa        | S     | 11 settembre 1995 | Brasile              |
| 11 | Alessandro Acuti     | C     | 13 agosto 2000    | Italia               |
| 13 | Valentin Kordas      | O     | 31 dicembre 1998  | Estonia              |
| 16 | Leonardo Battista    | L     | 29 marzo 1995     | Italia               |
| 17 | Enrico Lazzaretto    | S     | 11 marzo 1995     | Italia               |
| 18 | Alberto Pol          | S     | 4 marzo 2001      | Italia               |